# Mari (Ensi)
Mari è un singolo del rapper italiano Ensi, pubblicato il 9 ottobre 2020 come terzo estratto dal quarto EP Oggi.

## Descrizione
Terza traccia dell'EP, il brano è stato realizzato con la partecipazione vocale del rapper italiano Giaime.

## Tracce
1. Mari (feat. Giaime) – 2:32